# Pasieka (powiat parczewski)
Pasieka – osada w Polsce położona w województwie lubelskim, w powiecie parczewskim, w gminie Sosnowica. Leży przy drodze wojewódzkiej nr 819.
W latach 1975–1998 miejscowość należała administracyjnie do województwa chełmskiego.
Osada wchodzi w skład sołectwa Sosnowica. Według Narodowego Spisu Powszechnego z roku 2011 liczyła 82 mieszkańców.
Wierni Kościoła rzymskokatolickiego należą do parafii Trójcy Świętej w Sosnowicy.